# Лаколит
Лаколит је конкордантно магматско тело сочивастог облика. Спада у конкордантна тела већих димензија. То је плутонски магматски облик јер постаје хлађењем и консолидацијом магме у унутрашњости Земље. Због тога што се магма под притиском утискује испод површинских слојева Земљине коре и издиже их у облику сочива, свода или кубета овај облик има морфолошки значај. Издигнути повлатни слојеви Земљине коре могу процесима ерозије и денудације бити уништени а лаколит оголићен, када се појављује у рељефу у виду узвишења. Репрезентативни примери лаколита су планине Хенри, Елен, Холмс, Елсворт и Пенел у држави Јута (САД), Ају-Даг, Кастел, Плака и Ватели на јужној обали Крима итд. На територији Србије лаколити су планине Цер, Борања и Авала. Планина Авала је пример још увек нееродираног лаколита.